# Listă de astronauți ai programului Apollo

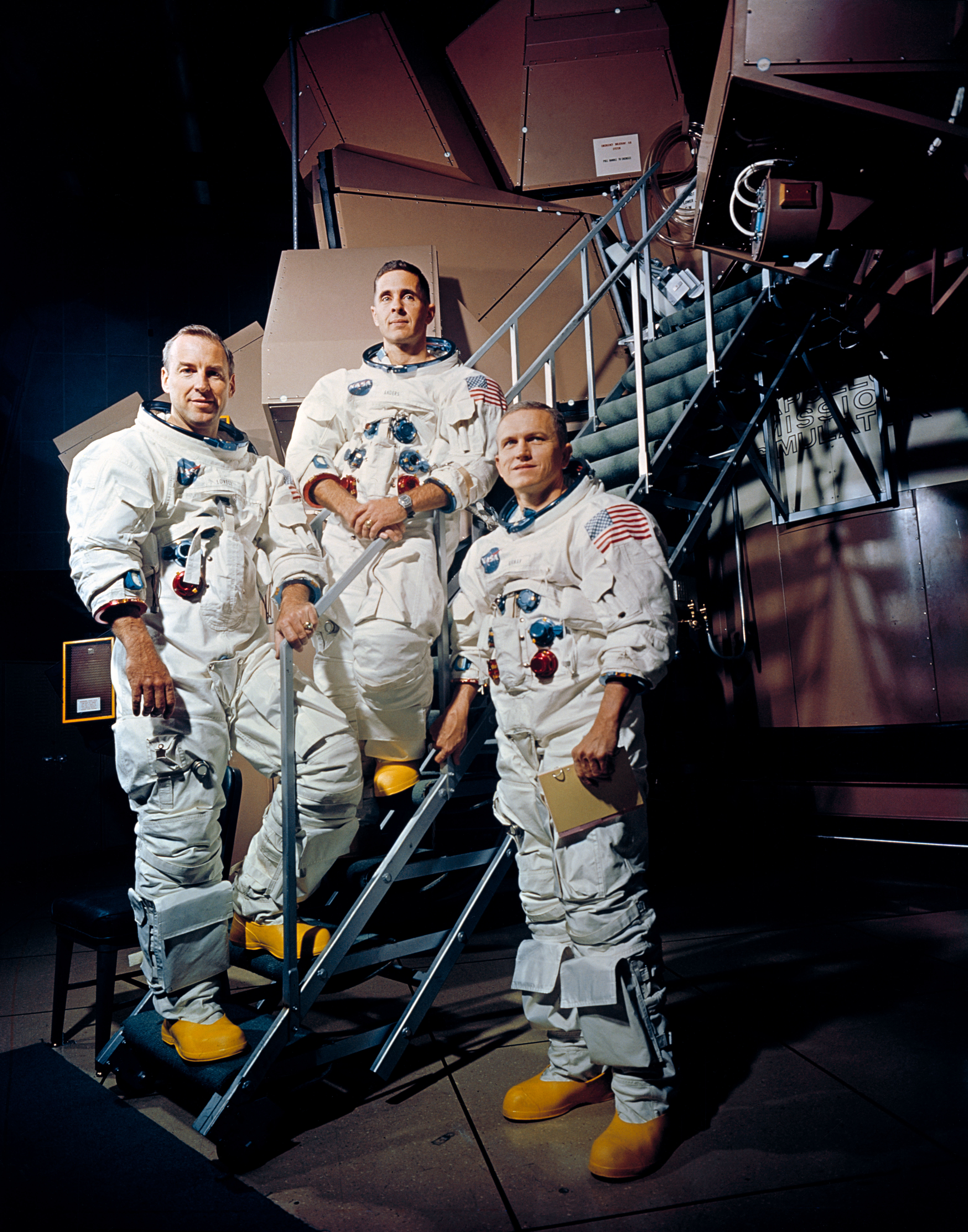
Membrii misiunii Apollo 8 (prima)

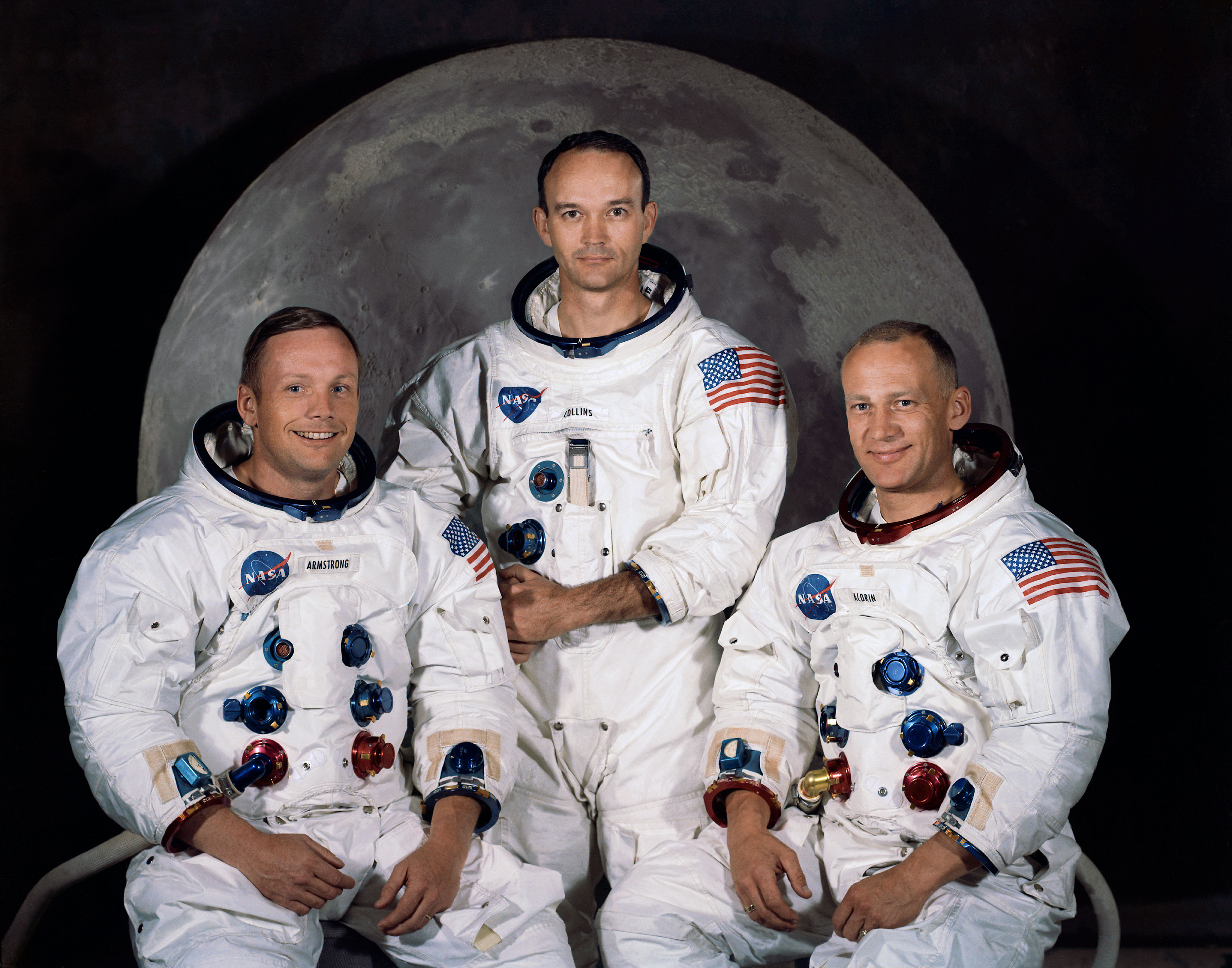
Membrii misiunii Apollo 11

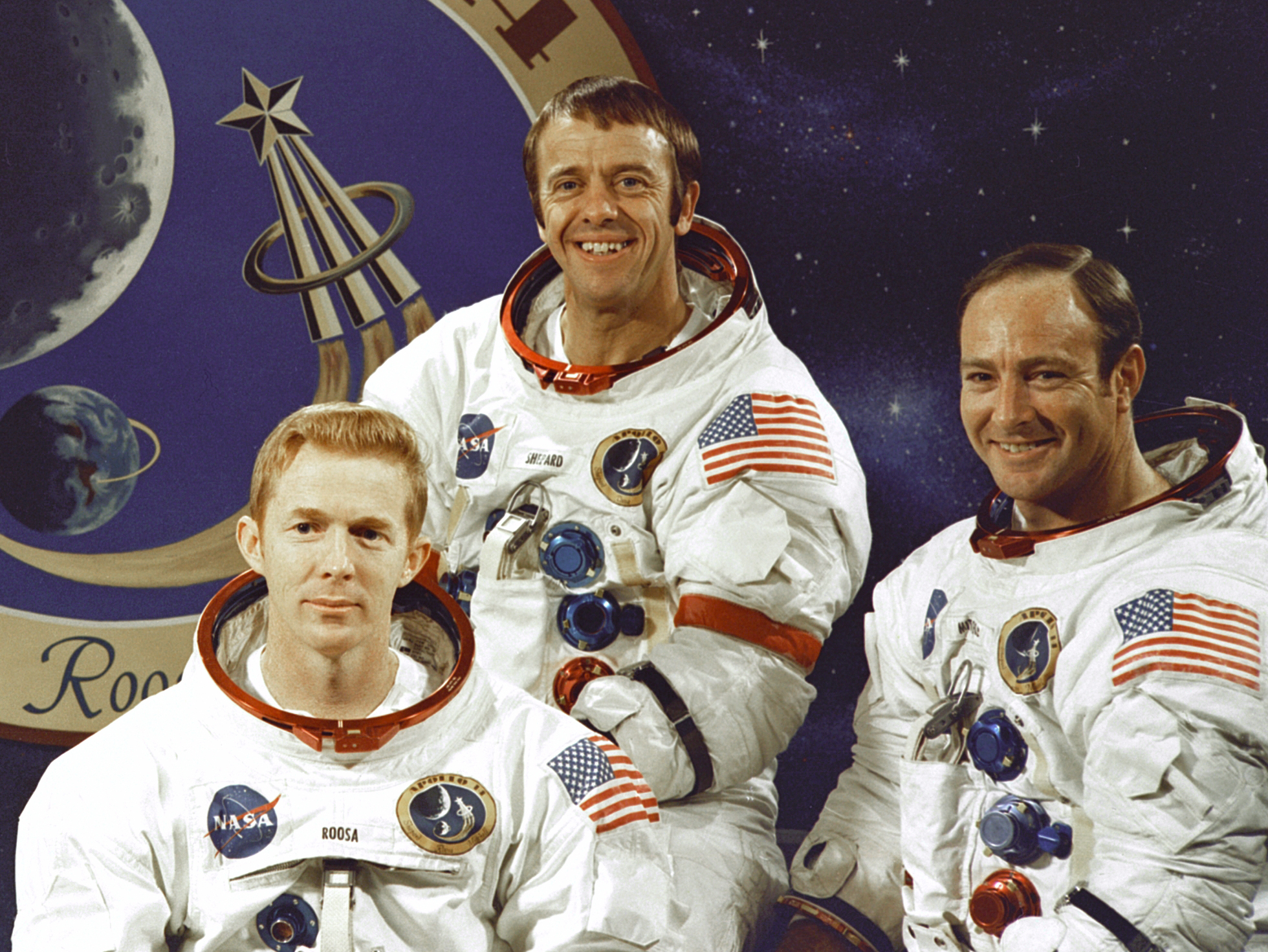
Membrii misiunii Apollo 14

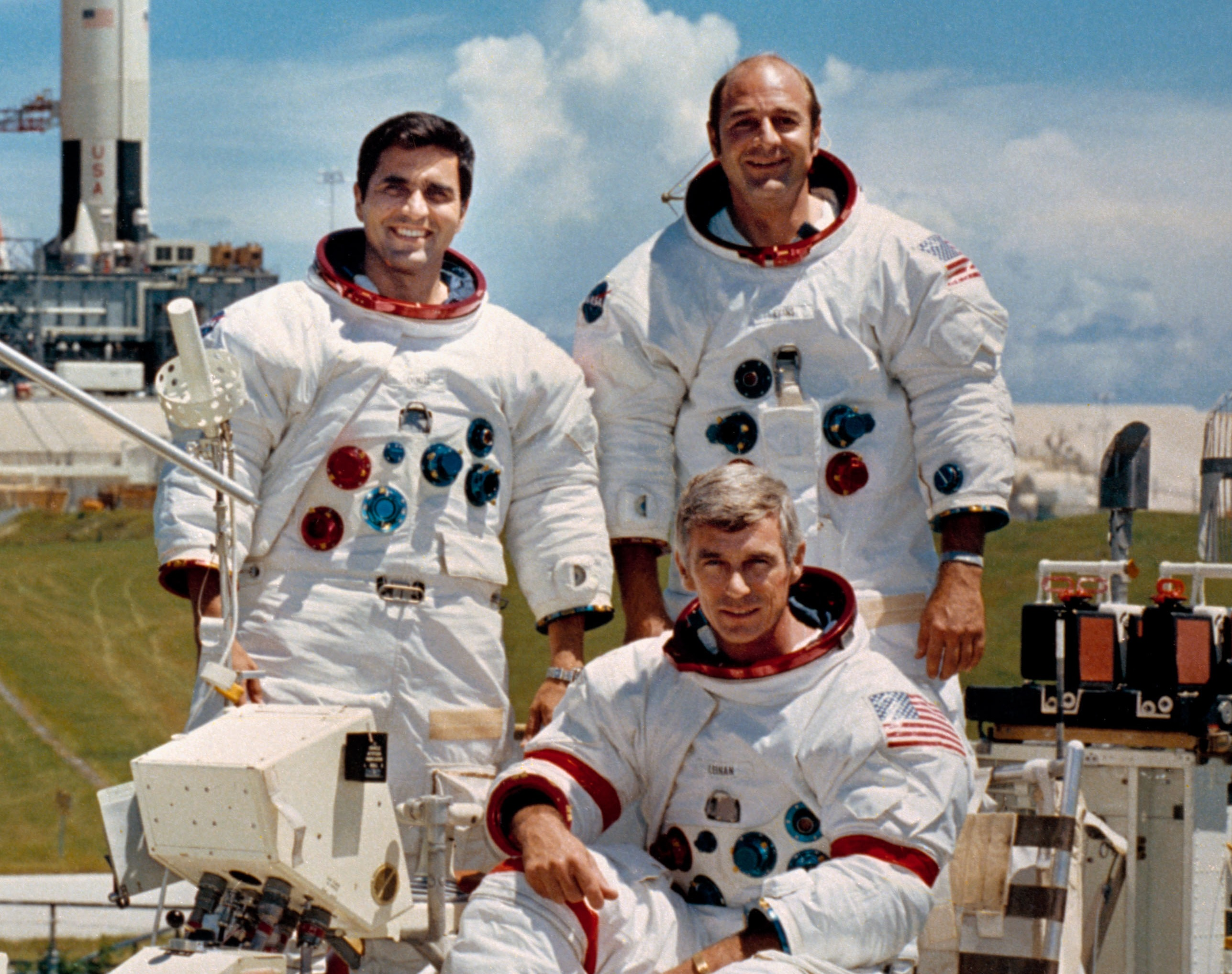
Membrii misiunii Apollo 17 (ultima)

|    |                  | Primul zbor        | Primul zbor | Al doilea zbor     | Al doilea zbor |
| #  | Astronaut        | Dată               | Misiune     | Dată               | Misiune        |
| -- | ---------------- | ------------------ | ----------- | ------------------ | -------------- |
| 1  | Frank Borman     | 21.12 - 27.12 1968 | Apollo 8    | Х                  | Х              |
| 2  | James Lovell     | 21.12 - 27.12 1968 | Apollo 8    | 11.04 — 17.04 1970 | Apollo 13      |
| 3  | William Anders   | 21.12 - 27.12 1968 | Apollo 8    | Х                  | Х              |
| 4  | Thomas Stafford  | 18.05 - 26.05 1969 | Apollo 10   | Х                  | Х              |
| 5  | John Watts Young | 18.05 - 26.05 1969 | Apollo 10   | 16.04 - 27.04 1972 | Apollo 16      |
| 6  | Eugene Cernan    | 18.05 - 26.05 1969 | Apollo 10   | 26.07 - 07.08 1971 | Apollo 17      |
| 7  | Neil Armstrong   | 16.07 - 24.07 1969 | Apollo 11   | Х                  | Х              |
| 8  | Michael Collins  | 16.07 - 24.07 1969 | Apollo 11   | Х                  | Х              |
| 9  | Buzz Aldrin      | 16.07 - 24.07 1969 | Apollo 11   | Х                  | Х              |
| 10 | Charles Conrad   | 14.11 - 24.11 1969 | Apollo 12   | Х                  | Х              |
| 11 | Richard Gordon   | 14.11 - 24.11 1969 | Apollo 12   | Х                  | Х              |
| 12 | Alan Bean        | 14.11 - 24.11 1969 | Apollo 12   | Х                  | Х              |
| 13 | John Swigert     | 11.04 - 17.04 1970 | Apollo 13   | Х                  | Х              |
| 14 | Fred Haise       | 11.04 - 17.04 1970 | Apollo 13   | Х                  | Х              |
| 15 | Alan Shepard     | 31.01 - 09.02 1971 | Apollo 14   | Х                  | Х              |
| 16 | Stuart Roosa     | 31.01 - 09.02 1971 | Apollo 14   | Х                  | Х              |
| 17 | Edgar Mitchell   | 31.01 - 09.02 1971 | Apollo 14   | Х                  | Х              |
| 18 | David Scott      | 26.07 - 07.08 1971 | Apollo 15   | Х                  | Х              |
| 19 | Alfred Worden    | 26.07 - 07.08 1971 | Apollo 15   | Х                  | Х              |
| 20 | James Irwin      | 26.07 - 07.08 1971 | Apollo 15   | Х                  | Х              |
| 21 | Charles Duke     | 16.04 - 27.04 1972 | Apollo 16   | Х                  | Х              |
| 22 | Thomas Mattingly | 16.04 - 27.04 1972 | Apollo 16   | Х                  | Х              |
| 23 | Ronald Evans     | 07.12 - 19.12 1972 | Apollo 17   | Х                  | Х              |
| 24 | Harrison Schmitt | 07.12 - 19.12 1972 | Apollo 17   | Х                  | Х              |

## Vezi și
- Listă de oameni care au pășit pe Lună

## Legături externe
- „Human Space Flight - Apollo History”. NASA. 30 ianuarie 2004. Arhivat din original la 2 ianuarie 2007. Accesat în 8 ianuarie 2007.
- One Giant Leap for Mankind: 35th Anniversary of Apollo 11, NASA, Michael Makara. Accesat la 16 iulie 2006.